# Limeum
Limeum é um género botânico pertencente à família Limeaceae.

## Espécies
Segundo o APWeb este género possui 21 espécies.
O The Plant List regista 7 espécies aceites:
- Limeum argutecarinatum Wawra
- Limeum fenestratum (Fenzl) Heimerl
- Limeum myosotis H.Walter
- Limeum pauciflorum Moq.
- Limeum pterocarpum (J.Gay) Heimerl
- Limeum sulcatum (Klotzsch) Hutch.
- Limeum viscosum (J.Gay) Fenzl